# Улица Братьев Темировых
Улица Братьев Темировых — улица во Владикавказе, Северная Осетия, Россия. Улица располагается в Затеречном муниципальном округе. Начинается от улицы Зангиева и заканчивается улицей Коблова.

## Расположение
Улицу Братьев Темировых пересекают улица Дивизии НКВД, Охотничий переулок, улица Левандовского, проспект Коста, улица Гончарова, Тракторный переулок, улица Гастелло и ул. Коблова.
От чётной стороны улицы Братьев Темировых начинается Тургеневская улица.

## История
Улица названа в честь шестерых братьев Темировых, погибших во время сражений Великой Отечественной войны.
Улица впервые была отмечена как Кутаисская улица на плане областного города Владикавказа Терской области, которая была издана в 1911 году Областным статистическим комитетом. Называлась в то время в честь города Кутаиси. Упоминается под этим же названием в Перечне улиц, площадей и переулков от 1925 года.
30 августа 1991 года городской совет Владикавказа переименовал Кутаисскую улицу в улицу Братьев Темировых.

## Источник
- Владикавказ. Карта города, изд. РиК, Владикавказ, 2011
- Кадыков А. Н., Улицы, переулки, площади и проспекты г. Владикавказа: справочник, изд. Респект, Владикавказ, 2010, стр. 47—48, ISBN 978-5-905066-01-6
- Торчинов В. А., Владикавказ., Краткий историко-краеведческий справочник, Владикавказ, Северо-Осетинский научный центр, 1999, стр. 92, ISBN 5-93000-005-0